# Liparis reflexa
Liparis reflexa är en orkidéart som först beskrevs av Robert Brown, och fick sitt nu gällande namn av John Lindley. Liparis reflexa ingår i släktet gulyxnen, och familjen orkidéer. Inga underarter finns listade i Catalogue of Life.

## Bildgalleri

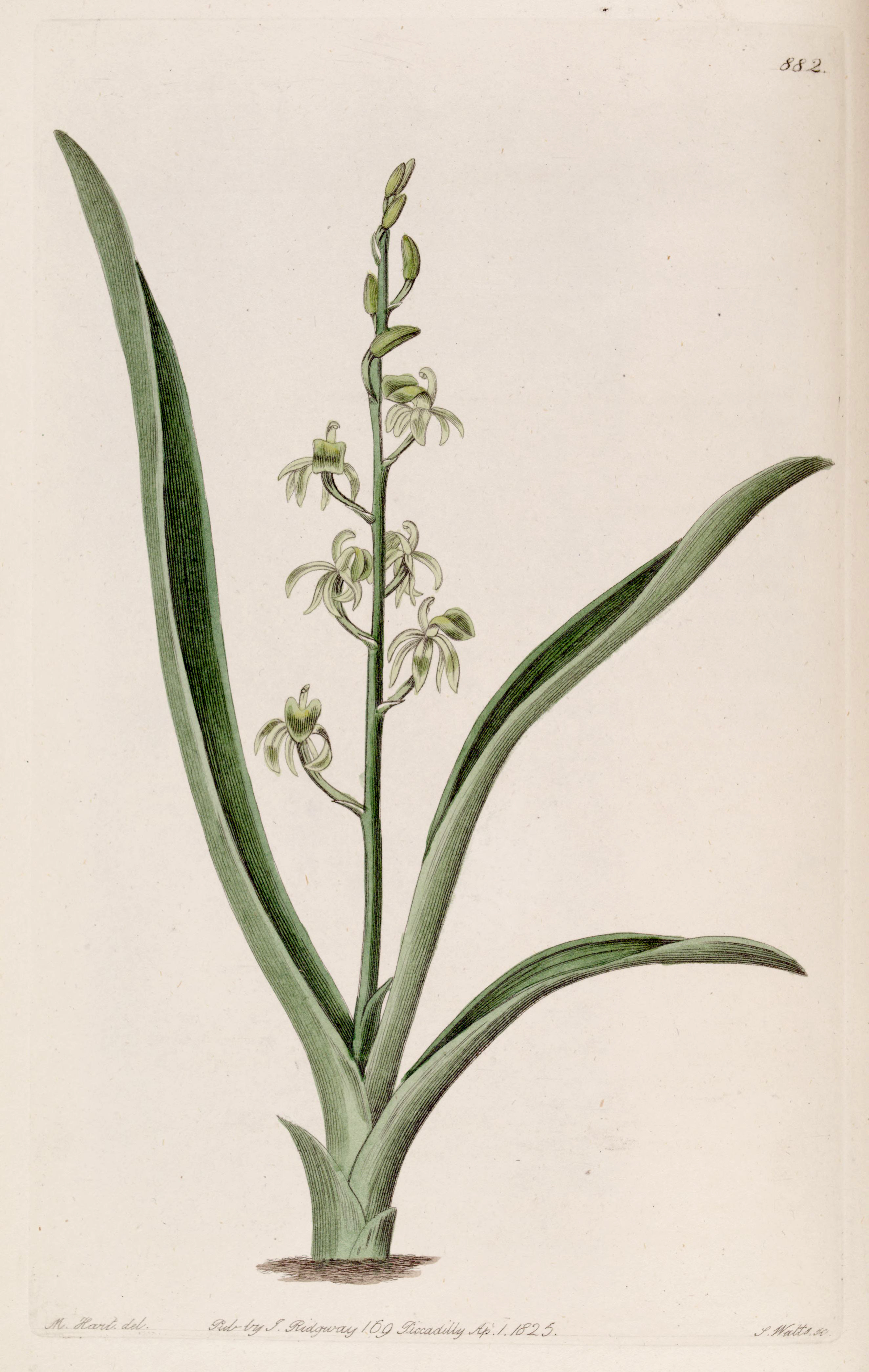
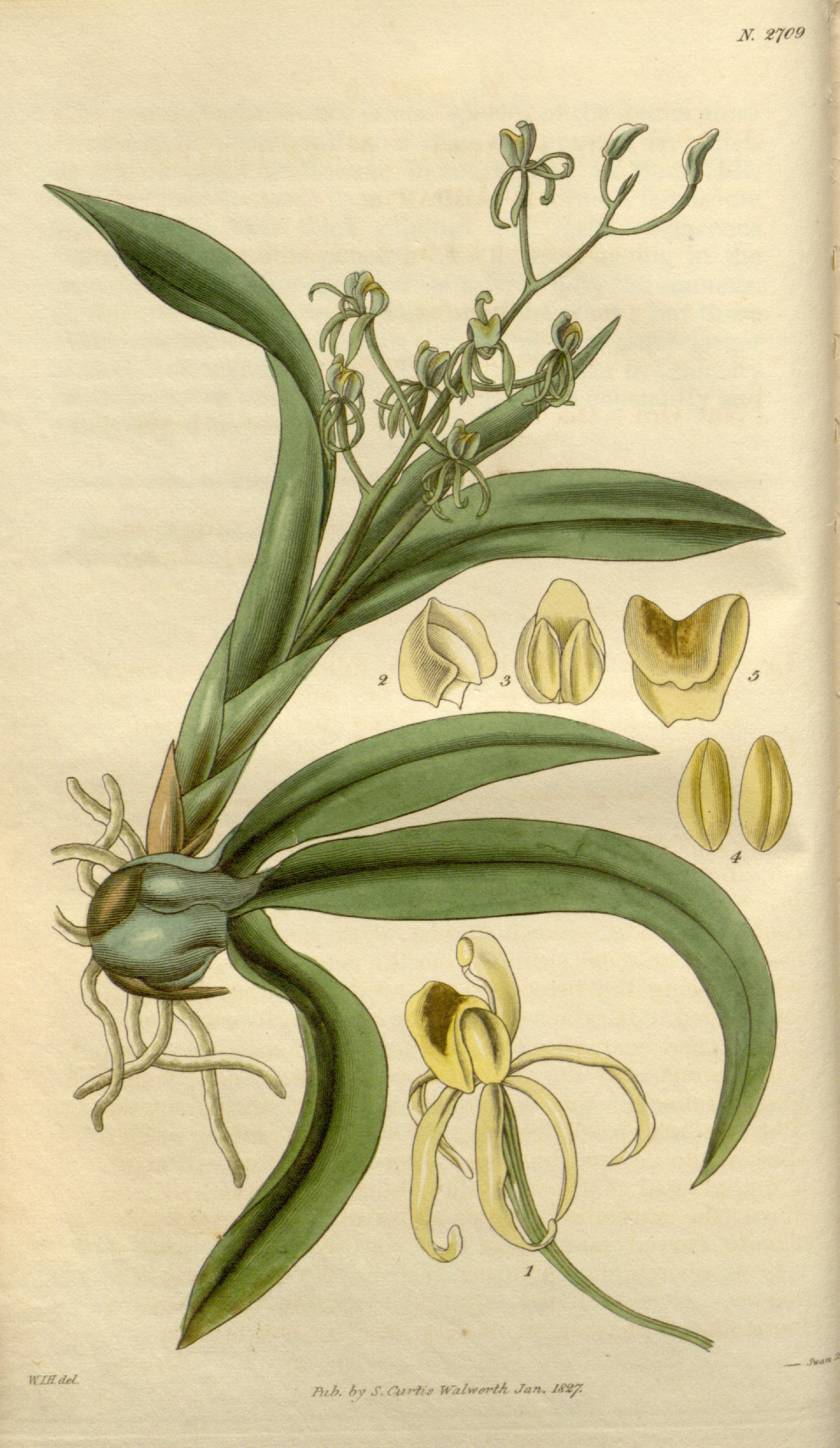